# Союз фінікійців Сицилії
Союз фінікійців Сицилії (середина VII ст. до н.е — близько 506 до н. е.) — стародавнє державне утворення на заході острова Сицилії, що виникло як федерація(або конфедерація) фінікійських міст-колоній для спільного захисту від грецької експансії. З середини VI ст. до н. е. потрапило в залежність від Карфагенської держави і остаточно було приєднано до неї наприкінці VI ст. до н. е.

## Передісторія
Наприкінці IX ст. до н. е. фінікійці колонізують східні та південні землі Сицилії. Місцеві колонії стають важливою базою для подальшої експансії в Північній Африці, де, зокрема, засновуються Утіка і Карфаген.
На початку VIII ст. до н. е. засновуються міста Мотія і Маббонатх, проте перші письмові згадки про них відносяться до 734 року до н. е. Близько 700 року до н. е згадується фінікійська колонія Кефера (Кафара), яку заснували фінікійці, відтіснивши сіканів. Близько століття вони були головними форпостами фінікійців на острові, оскільки давньогрецькі колоністи витіснили фінікійців зі східного узбережжя Сицилії і заснували там свої міста.
Занепад Тіру у середині 670-х років до н. е. внаслідок ассирійської навали призвів до того, що колонії стали фактично незалежними.

## Історія

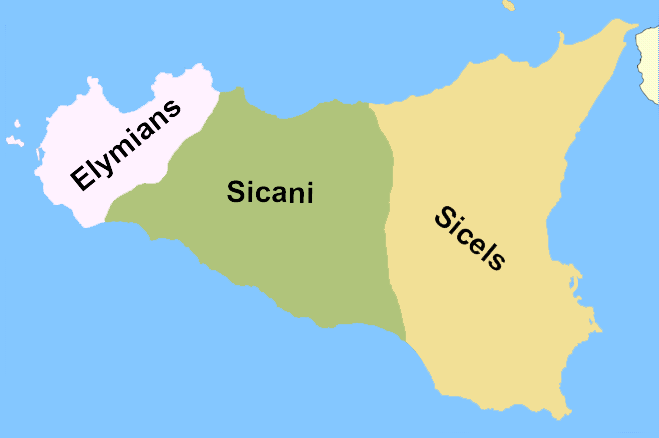
Схема розселення догрецьких народів Сицилії (зліва направо: Еліми, Сікани, Сікули)

З середини VII століття до н. е. почали погіршуватися відносини з давньогрецькими колоністами, які продовжували свою експансію все далі на захід острова і займали нові і нові території: Гімера була заснована близько 648 до н. е. на північному узбережжі впритул до фінікійських володінь, а Селінунт у 628 до н. е. на південному узбережжі, після витіснення з тих земель фінікійців.
Під зростаючою загрозою агресії з боку греків, у другій половині VII ст. до н. е. фінікійські колонії Сицилії об'єдналися, про що пише давньогрецький історик Фукідід:
| Коли ж численні елліни почали здійснювати морські походи, залишивши велику частину острова, [фінікійці] стали жити, об'єднавши (ξυνοικίσαντες) Мотію, Солунт і Панорм, поблизу від елімів, покладаючись на союз з елімами, а також тому, що звідти Карфаген мав найкоротший морський шлях в Сицилію.[2] |
Вжитий Фукідідом термін «ξυνοικίσαντες» виразно показує, що колишні незалежні колонії фінікійців тепер об'єдналися в одну державу. Ймовірно, столицею Сицилійської держави фінікійців стала Мотія, на що вказують розширення міста і зміцнення укріплень саме в цей час.
Новоутворене об'єднання уклало військовий союз(ξυμμαχία) з елімами, які на той час підпали під економічний та культурний вплив фінікійців. Завдяки цьому фінікійці зупинили просування греків і зберегли свою незалежність від давньогрецьких міст-держав. Зазвичай дуже точний Фукідід нічого не говорить про якісь угоди з Карфагеном, з чого можна зробити висновок, що Західна Сицилія була в цей час незалежною від нього.
На початку VI ст. до н. е. колоністи з Кніду і Родосу на чолі з Пентатлом заснували факторію на мисі навпроти Мотії, що стало приводом для однієї з перших греко-фінікійських воєн на Сицилії. Союзниками фінікійців виступило елімське місто Егести. У 580 році до н. е. під час військової кампанії фінікійцям вдалося завдати поразки Пентатлу, який загинув.
З цього часу посилилося військове протистояння з греками, чим скористався карфагенський полководець Малх, що близько 545 року до н. е. примусив союз визнати зверхність Карфагену. Остаточно союз фінікійців Сицилії було приєднано до Карфагенської держави Гамількаром Магонідом після перемоги над спартанським царевичем Доріеєм і зруйнування щойно заснованої ним грецької колонії Гераклеї близько 506 року до н. е.

## Устрій
Союз фінікійців Сицилії не був міцним державним утворенням. Його основу становив альянс Мотії, Маббонатха і Кефери. Замало відомо про систему урядування. Втім, ймовірно, обирався суфет, який мав вищу військову владу на певний час.

## Економіка
Основу становили торгівля та ремісництво, частково землеробство, рибальство й скотарство. Міста були важливими центрами з виробництва кераміки, дублення шкіри, фарбування тканин, прядіння вовни.